# March, Cambridgeshire
March är en stad och en civil parish i Fenland i Cambridgeshire i England. Orten har 22 298 invånare (2011). Staden nämndes i Domedagsboken (Domesday Book) år 1086, och kallades då Mercha/Merche.